# وینچنزو تورنته
وینچنزو تورنته (انگلیسی: Vincenzo Torrente؛ زادهٔ ۱۲ فوریهٔ ۱۹۶۶) بازیکن فوتبال اهل ایتالیا است.
از باشگاه‌هایی که در آن بازی کرده‌است می‌توان به باشگاه فوتبال جنوآ، باشگاه فوتبال آلساندریا، و باشگاه فوتبال باری اشاره کرد.